# 刘二安
刘二安（1951年—），河南安阳人，中华人民共和国民主活动家、民间灯谜艺术家。

## 生平
原在安阳市图书馆做宣传辅导工作，1978年末调入安阳市化工局经理部做业务员。不久参与民主墙运动，1979年创办、主编民运刊物《民主砖》。个人作品以诗歌创作为主，还在《四五论坛》、《责任》等民运刊物发表诗歌。1980年6月与徐文立等人参加北京甘家口会议，会后参与编印《学习通讯》。
1981年4月被中华人民共和国警方以“反革命宣传煽动罪”刑事拘留，先后关押于河南汤阴、安阳看守所，1982年春节前获释。获释后被原单位开除，曾到工厂和朋友的公司工作。
80年代后期逐渐淡出民主运动，开始从事民间文艺灯谜活动。任中国民协中华灯谜学术委员会副主任，河南省民协灯谜学委员会会长，《中华灯谜年鉴》《全国灯谜信息》主编。河南省非物质文化遗产“灯谜”项目代表性传承人。

## 作品
主编出版有《中国谜语库》《中国当代灯谜艺术家大辞典》《中华灯谜年鉴》等四十多种灯谜书籍。发起主持首届中华古都灯谜艺术节、庆祝殷墟申报世界文化遗产成功“全国旅游灯谜大赛”、“文字之都•魅力安阳”联通杯全国灯谜大赛等大型灯谜活动。